# Orel (priimek)
Orel je priimek več znanih Slovencev:
- Alenka Orel (*1956), fizičarka, sindikalistka, političarka
- Alenka Orel (*1977), jadralka
- Alojz Orel (1918—2002), fotograf (Pulj)
- Anton Orel (1914—1948), operni pevec, basist
- Barbara Orel (*1971), teatrologinja, dramaturginja, kritičarka, prof. AGRFT
- Bogoljub Orel (*1933), elektrotehnik, univ. prof.
- Bojan Orel (*1953), matematik, univ. prof.
- Boris Orel (1903—1962), etnolog in muzealec
- Boris Orel (*1943), kemijski fizik
- Breda Šček (p. Orel) (1893—1968), skladateljica, pevka, pianistka, zborovodkinja, pedagoginja
- Breda Filo (r. Orel), bibliotekarka, filologinja-poliglotka
- Edvard Orel (1877—1941), vojaški topograf, kartograf
- Ernest Orel (1932—2008), grafik, tiskar, podjetnik (Avstalija)
- Irena Orel (*1958), jezikoslovka slovenistka, univ. prof.
- Jan Orel, jadralec
- Janez Orel (1928—1996), kirurg
- Janja Orel (*1977), jadralka
- Josip Orel (1854—1934), učitelj, glasbenik, zborovodja
- Jožef Orel (1797—1874), pravnik in agronom
- Karmen Orel (1984—2005), šahistka
- Liam Orel, jadralec
- Marko Orel (*1980), matematik (=&? sociolog?)
- Miran Orel (1920—2001), agronom in vinogradnik
- Neva Trampuž Orel (*1946), arheologinja
- Nina Orel, komunikologinja, terapevtka...
- Oskar Orel (1958—2009), šahist
- Rihard Orel (1881—1966), glasbenik, skladatelj, folklorist-melograf
- Rok Orel (*1963), gastroenterolog, rock-glasbenik (mdr. pevec pri skupini Klinika za cinike), nutricionist, pivovar
- Rok Orel (*1981), atlet (=? arhitekt, umetnik)?
- Silvana Orel Kos (*1967), anglistka, prevajalka (tudi iz skandinavskih jezikov), prof. prevodoslovja /FF UL
- Silvester Orel (1904—1974), skladatelj, notograf (mož Brede Šček)
- Simona Orel (*1960), šahistka
- Tanja Orel Šturm, predsednica Sveta za kulturno sodelovanje Sveta Evrope, diplomatka
- Tine Orel (1913—1985), slavist, publicist, šolnik, planinski organizator
- Viktor Orel (Avgust, pl.), kartograf
- Vladimir Orel (1886—1973), pravnik, publicist in sadjar
- Vladimir Orel, slovenski albanolog
- Zala Orel, umetnostna kuratorka?

#### in tujcev:
- Anna Maria Orel, estonska atletinja
- Vladimir Orel /Vladimir Emanuilovič Orjol (Владимир Эммануилович Орëл) (1952 – 2007), ruski jezikoslovec, etimolog